# Lagoa do Piauí
Lagoa do Piauí é um município brasileiro do estado do Piauí.

## História
Lagoa do Piauí recebeu status de município pela Lei Estadual nº 4810 de 14 de dezembro de 1995, com território desmembrado dos municípios de Demerval Lobão e Beneditinos.

## Geografia
Localiza-se a uma latitude 05º24'54" sul e a uma longitude 42º38'36" oeste, estando a uma altitude de 185 metros. Está localizado na microrregião de Teresina, tendo como limites os municípios de Demerval Lobão, Beneditinos e Monsenhor Gil. 
Sua população estimada em 2004 era de 3 847 habitantes. Por sua riqueza mineral, existem na região diversas empresas no ramo da extração de pedras, especialmente para construção civil. É considerada por muitos como "cidade da mineração".
Lagoa do Piauí possui um relevo predominantemente plano, com algumas montanhas distribuídas por algumas áreas do município. A região é rica em lençóis freáticos e pequenos córregos. O principal rio a passar pelo município é o Rio Poti, que está no limite entre Lagoa do Piauí e Beneditinos.

## Vegetação
O município apresenta predominância de vegetação típica de cerrado, com presença da Mata de Cocais, formada por palmeiras como babaçu, tucum, carnaúba e buriti. Na paisagem local também é comum encontrar amplos campos de gramíneas.
Possui uma área de 456,75 km².

## Religiosidade
A religiosidade dos lagopienses é, por tradição, predominantemente católica, mas atualmente já é possível encontrar um cenário religioso bem diversificado, com as presença de adeptos de outras manifestações religiosas, como o espiritismo, as religiosidades afro brasileiras (ainda com manifestações tímidas) e as igrejas evangélicas (crescentes) de várias denominações.

### Gruta da Betânia
É um santuário religioso localizado nas margens da BR-316, a 50 km de Teresina, entre os municípios de Lagoa do Piauí e Monsenhor Gil. 
A gruta foi fundada em 11 de fevereiro de 1948 por Maria Carmeli Santos, devota da Imaculada Conceição. Carmeli faleceu em 1992 e foi sepultada na própria gruta. 
A Gruta é uma expressão de louvor a Nossa Senhora de Lourdes, um local bastante visitado por turistas, romeiros, devotos de Nossa Senhora de Lourdes e outros que buscam em Lourdes a cura para diversas enfermidades. São visitantes das mais diversas cidades do Piauí e demais estados brasileiros.